# Buk pod letohrádkem Hvězda
Buk pod letohrádkem Hvězda patří k nejvyšším památným stromům v Praze. Buk lesní (Fagus sylvatica) s rovným kmenem vysokým asi 40 m (v roce 2013) roste v bučině na svahu severozápadně od letohrádku, kousek nad cestou vedoucí podél potůčku tekoucího od studničního domku Světlička k rybníčku Ve Hvězdě a k Ruzyňské bráně. 

## Základní údaje
- rok vyhlášení: 2002[1]
- odhadované stáří: 165 let (v roce 2016)
- obvod kmene: 306 cm (2001), 322 cm (2009), 332 cm (2013)
- výška: 37 m (2001), 39 m (2009), 40 m (2013)
- výška koruny: 26 m (2001), 24 m (2009)

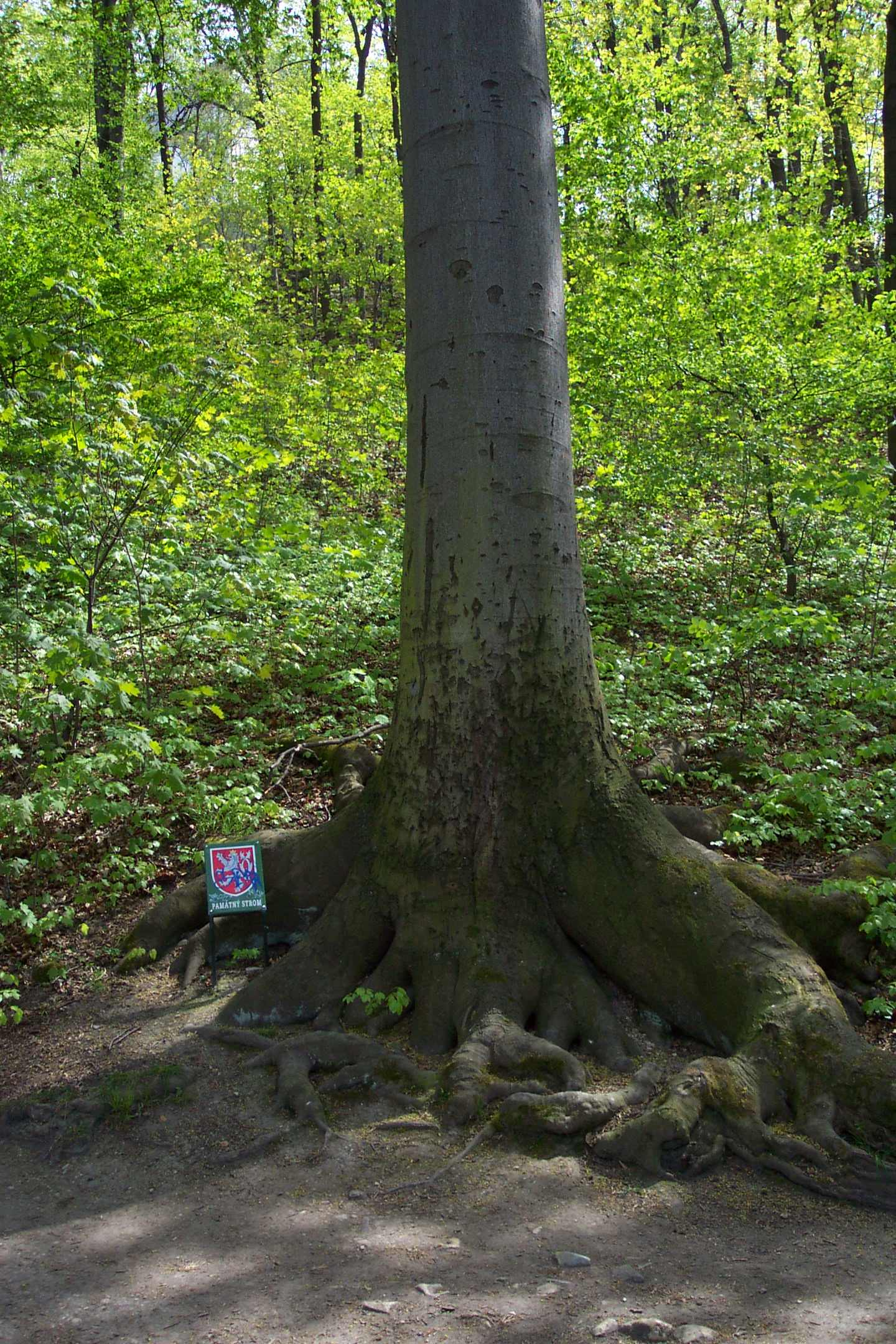
Kořeny buku

- šířka koruny: 20 m (2001)

## Stav stromu
Buk je ve výborném stavu, zatím nepotřeboval žádné zdravotní nebo ochranné zásahy.

## Další zajímavosti
Mezi kořenovými náběhy stromu vystupujícími do svahu je tabule s označením památného stromu, což usnadňuje jeho nalezení mezi okolními stromy.
Okolo letohrádku není původní lesní porost a podle nejstarší lesnické mapy v roce 1835 nebylo v místech nad Světličkou po buku ani stopy. V mapě z roku 1854 už jsou okolo letohrádku mladé porosty. V dalších letech tu byly buky vysazovány do náletových dřevin, a protože se dožívají vyššího věku, dochovaly se v porostu na svahu do dnešní doby.
Pozoruhodných buků je v oboře Hvězda několik: ještě buk u Břevnovské brány a buk dvoják. U Libocké brány je i památný dub a skupina jírovců.
Když projdeme Ruzyňskou branou a kolem kostela sv. Fabiána a Šebestiána v Liboci, je asi 900 m od buku pod letohrádkem památný dub letní na hrázi Libockého rybníka. Nejbližšími zastávkami pražské MHD jsou stanice autobusů Libocká a Ruzyňská.